# Callicore
Callicore is een geslacht van vlinders uit de familie Nymphalidae.

## Soorten
- C. aegina Felder, 1861
- C. alcibiades (Staudinger, 1875)
- C. amazona Bates, 1864
- C. aphidna Hewitson, 1869
- C. aretas Hewitson, 1857
- C. asta Salvin
- C. astarte Cramer, 1782
- C. atacama Hewitson, 1852
- C. brome Boisduval, 1836
- C. cajetani Guenée, 1872
- C. camelita Hewitson, 1876
- C. casta Salvin, 1869
- C. codomannus Fabricius, 1781
- C. cyclops Staudinger, 1891
- C. cyllene Doubleday, 1847
- C. cynosura (Doubleday & Hewitson, 1847)
- C. denina Hewitson, 1858
- C. discrepans Stichel, 1936
- C. dulima Guenée, 1872
- C. eunomia Hewitson, 1853
- C. excelsior Hewitson, 1858
- C. faustina Bates, 1866
- C. felderi Hewitson, 1868
- C. guatemalena Bates, 1866
- C. heraclitus Fabricius, 1793
- C. hesperis Guérin-Meneville, 1844
- C. horstii Mengel, 1916
- C. hydarnis Godart, 1823
- C. hydaspes (Drury, 1782)
- C. hystaspes Fabricius, 1781
- C. idas Müller, 1774
- C. ines Hopp, 1922
- C. klugi Bang-Haas, 1938
- C. latimargo Hering, 1932
- C. lepta Hewitson, 1868
- C. levi Dillon, 1948
- C. lyca Doubleday, 1847
- C. maimuna Hewitson, 1858
- C. maronensis 1916	)
- C. mellyi Guenée, 1872
- C. mena Staudinger, 1886
- C. mengeli Dillon, 1948
- C. mionina Hewitson, 1855
- C. moronensis Oberthür
- C. oberthueri Skinner, 1916
- C. oculata Guenée, 1872

- C. pacifica Bates, 1866
- C. patelina Hewitson, 1853
- C. peralta Dillon, 1948
- C. peristera Hewitson, 1864
- C. pitheas (Latreille, 1813)
- C. polypygas Kaye, 1919
- C. pygas Godart, 1823
- C. pyracmon Godart, 1823
- C. quirina Hall, 1917
- C. rondoni Ribeiro, 1931
- C. rutila Godman & Salvin, 1883
- C. salamis Felder, 1862
- C. salvadorensis (Franz & Schröder, 1954)
- C. selima Guenée, 1873
- C. sorana (Godart, 1832)
- C. sorona Godart, 1823
- C. splendens Oberthür
- C. stratiotes Felder, 1861
- C. strympli Fassl, 1922
- C. texa Hewitson, 1854
- C. titania Salvin, 1869
- C. tolima Hewitson, 1852
- C. zelphanta Hewitson, 1858
- C. zerynthia Burmeister, 1878